# San Juan de Betulia
San Juan de Betulia è un comune della Colombia del dipartimento di Sucre.
L'abitato venne fondato dai fratelli Manuel Gregorio e Juan Julian Gil nel 1722, mentre l'istituzione del comune è del 28 novembre 1968.